# SN 1572
SN 1572 (alte denumiri Supernova lui Tycho sau Nova lui Tycho), „B Cassiopeiae” (B Cas) sau 3C 10 a fost o supernovă de tip Ia, în constelația Cassiopeia, una din aproximativ cele opt supernove vizibile cu ochiul liber și înregistrate în documente istorice. Ea a apărut la începutul lunii noiembrie 1572 și a fost descoperită independent de mai multe persoane. 

## Rămășița supernovei
Rămășița supernovei a fost găsită în anii 1960 sub forma unei nebuloase slabe. Supernova era probabil de tip Ia, o pitică albă care a crescut prin capturarea de materie provenind de la o altă stea companion, până la atingerea limitei Chandrasekhar și a sfârșit prin a exploda. Supernovele de tip I nu conduc la formarea de nebuloase spectaculoase așa cum sunt urmașele supernovelor de tip II, ceea ce explică faptul că rămășița acestei supernove a rămas mult timp de negăsit.
În octombrie 2004, un articol din revista Nature raporta descoperirea unei stele de tip spectral G2 în nebuloasă, un tip similar celui al Soarelui. Această stea este probabil companionul care a furnizat piticii albe masa necesară producerii exploziei.
SN 1572 este asociată sursei radio SNR G120.1+1.4. Diametrul aparent al nebuloasei (al rămășiței supernovei) este de 3,7 minute de arc și este situată la 2,5 - 3 kpc (aproximativ 8.000 - 9.800 de ani-luminăde Sistemul nostru Solar.